# Lijst van rijksmonumenten in Bladel (gemeente)
De Nederlandse gemeente Bladel telt 35 inschrijvingen in het rijksmonumentenregister. Hieronder een overzicht. 

## Bladel
De plaats Bladel telt 10 inschrijvingen in het rijksmonumentenregister. Zie Lijst van rijksmonumenten in Bladel (plaats) voor een overzicht.

## Casteren
De plaats Casteren telt 3 inschrijvingen in het rijksmonumentenregister.
| Object | Oorspronkelijke functie? | Bouwjaar      | Architect | Locatie       | Coördinaten?                  | Nr.?  | Afbeelding |
| --- | ------------------------ | ------------- | --------- | ------------- | ----------------------------- | ----- | --- |
| Dorpswoning, oorspronkelijke boerderij van het Noord-Brabantse langgeveltype                                   | Woonhuis                 |               |           | Dorpsstraat 3 | 51° 23' 43" NB, 5° 14' 21" OL | 22250 | Dorpswoning, oorspronkelijke boerderij van het Noord-Brabantse langgeveltype                                   |
| Huis met dwars zadeldak tussen zijtopgevels en haaks erop klein bijgebouw eveneens onder zadeldak; schuiframen | Woonhuis                 | ca. 1830      |           | Dorpsstraat 5 | 51° 23' 44" NB, 5° 14' 22" OL | 22251 | Huis met dwars zadeldak tussen zijtopgevels en haaks erop klein bijgebouw eveneens onder zadeldak; schuiframen |
| Terrein waarin een grafveld                                                                                    | Archeologisch monument   | Romeinse tijd |           |               | 51° 23' 14" NB, 5° 14' 11" OL | 45710 | Upload foto |

## Hapert
De plaats Hapert telt 7 inschrijvingen in het rijksmonumentenregister.
| Object | Oorspronkelijke functie?  | Bouwjaar       | Architect | Locatie                | Coördinaten?                  | Nr.?   | Afbeelding        |
| --- | ------------------------- | -------------- | --------- | ---------------------- | ----------------------------- | ------ | ----------------- |
| Belhuis (Voormalige pastorie) | Kerkelijke dienstwoning   |                |           | Kerkstraat 31          | 51° 22' 6" NB, 5° 15' 13" OL  | 22248  | Meer afbeeldingen |
| Korenmolen | Industrie- en poldermolen | 1896           |           | Molenstraat 34         | 51° 21' 53" NB, 5° 15' 9" OL  | 22249  | Meer afbeeldingen |
| Terrein waarin sporen van prehistorische bewoning en begraving. a) Vindplaats van vuursteenartefacten. Datering: Mesolithicum. b) Urnenveld | Archeologisch monument    | late Bronstijd |           |                        | 51° 18' 52" NB, 5° 14' 48" OL | 45705  | Upload foto       |
| Terrein waarin een urnenveld en/of nederzetting                                                                                             | Archeologisch monument    | IJzertijd      |           |                        | 51° 19' 40" NB, 5° 15' 54" OL | 45706  | Upload foto       |
| Terrein waarin een urnenveld | Archeologisch monument    | IJzertijd      |           |                        | 51° 20' 29" NB, 5° 16' 49" OL | 45707  | Upload foto       |
| Terrein waarin sporen van bewoning | Archeologisch monument    | Romeinse tijd  |           |                        | 51° 22' 45" NB, 5° 14' 25" OL | 45708  | Upload foto       |
| Voormalige smidse met woonhuis | Nijverheid                | ca. 1905       |           | Oude Provincialeweg 34 | 51° 22' 16" NB, 5° 15' 15" OL | 514904 | Meer afbeeldingen |

## Hoogeloon
De plaats Hoogeloon telt 11 inschrijvingen in het rijksmonumentenregister. Zie Lijst van rijksmonumenten in Hoogeloon voor een overzicht.

## Netersel
De plaats Netersel telt 4 inschrijvingen in het rijksmonumentenregister.
| Object | Oorspronkelijke functie? | Bouwjaar          | Architect | Locatie       | Coördinaten?                  | Nr.?   | Afbeelding |
| --- | ------------------------ | ----------------- | --------- | ------------- | ----------------------------- | ------ | --- |
| Mooi dorpshuis met dwars zadeldak tussen zijtopgevels waarvan de linkse evenals het dak met leien bekleed is; zesdelige schuiframen; bijgebouwtje (oorspronkelijk koetshuis) met topgevels en zadeldak  | Woonhuis                 | 1821              |           | De Hoeve 32   | 51° 24' 17" NB, 5° 12' 49" OL | 9579   | Mooi dorpshuis met dwars zadeldak tussen zijtopgevels waarvan de linkse evenals het dak met leien bekleed is; zesdelige schuiframen; bijgebouwtje (oorspronkelijk koetshuis) met topgevels en zadeldak  |
| Inventaris van de St. Brigidakerk | Vanwege onderdelen kerk  | 15e eeuw en ouder |           | De Hoeve 4    | 51° 24' 16" NB, 5° 12' 34" OL | 41941  | Meer afbeeldingen |
| Overblijfselen van kerkgebouw. Ter plaatse bevinden zich de overblijfselen van waarschijnlijk meerdere perioden van de oude Parochiekerk van Netersel                                                   | Archeologisch monument   | Middeleeuwen      |           |               | 51° 24' 20" NB, 5° 12' 47" OL | 45285  | Upload foto |
| Langgevelboerderij. Eenlaags boerderij heeft een globaal rechthoekige plattegrond en wordt gedekt door een rieten wolfdak met aan de voorzijde oud Hollandse pannen en aan de achterzijde Mulden pannen | Boerderij                | ca. 1875          |           | Latestraat 11 | 51° 24' 8" NB, 5° 12' 11" OL  | 514900 | Langgevelboerderij. Eenlaags boerderij heeft een globaal rechthoekige plattegrond en wordt gedekt door een rieten wolfdak met aan de voorzijde oud Hollandse pannen en aan de achterzijde Mulden pannen |

's-Hertogenbosch ·
Alphen-Chaam ·
Altena ·
Asten ·
Baarle-Nassau ·
Bergeijk ·
Bergen op Zoom ·
Bernheze ·
Best ·
Bladel ·
Boekel ·
Boxtel ·
Breda ·
Cranendonck ·
Deurne ·
Dongen ·
Drimmelen ·
Eersel ·
Eindhoven ·
Etten-Leur ·
Geertruidenberg ·
Geldrop-Mierlo ·
Gemert-Bakel ·
Gilze en Rijen ·
Goirle ·
Halderberge ·
Heeze-Leende ·
Helmond ·
Heusden ·
Hilvarenbeek ·
Laarbeek ·
Land van Cuijk ·
Loon op Zand ·
Maashorst ·
Meierijstad ·
Moerdijk ·
Nuenen, Gerwen en Nederwetten ·
Oirschot ·
Oisterwijk ·
Oosterhout ·
Oss ·
Reusel-De Mierden ·
Roosendaal ·
Rucphen ·
Sint-Michielsgestel ·
Someren ·
Son en Breugel ·
Steenbergen ·
Tilburg ·
Valkenswaard ·
Veldhoven ·
Vught ·
Waalre ·
Waalwijk ·
Woensdrecht ·
Zundert